# Jan Lubicz Przyłuski
Jan Lubicz Przyłuski właściwe Jan Wacław Przyłuski (ur. 18 lipca 1979 w Warszawie) – kulturoznawca, reżyser filmowy, okazjonalnie także montażysta filmowy. Wnuk poety emigracyjnego Bronisława Przyłuskiego i syn chemika i wynalazcy Jana Stefana Przyłuskiego.
Przyłuski jest autorem książki „Sztuka akcji. Dziesięć zdarzeń w Polsce”, będącej historią i hermeneutyką pionierskich działań performatywnych w Polsce, m.in. happeningów Tadeusza Kantora, antyhappeningów Włodzimierza Borowskiego, akcji „Postępowanie” Andrzeja Matuszewskiego, performance Zbigniewa Warpechowskiego.

## Działania artystyczne
W połowie lat 90. XX wieku, Przyłuski współtworzył grupę akcyjną Relativo (Łukasz Gutt, Antoni Nykowski, Daniel Bauman), eksperymentującą z kinem, prowokacją artystyczną i - jak to określał - „drobną reżyserią wzruszeń”. W tym czasie powstał zbiór filmów „Filmy fenomenalne” (m.in. „Dziady”, „Rozmowy na koniec wieku” (z udziałem Szczepana Rawskiego), neoturpistyczne „Mister Mister”). Filmy kopiowane z jednej taśmy VHS na drugą dały się poznać w nieformalnym obiegu artystycznym.
Współtworzył z Janem Świdzińskim pierwszy festiwal W kontekście Sztuki/Różnice. Efektem tej współpracy był debiut dokumentalny Przyłuskiego „The Differences” (2006). Przyłuski współpracował m.in. z pionierem polskiej sztuki psychodelicznej i znawcą ezoteryki Andrzejem Urbanowiczem (w ramach stowarzyszenia surrealistycznego Towarzystwo Bellmer), reżyserem teatralnym Krystianem Lupą (Przyłuski był autorem projekcji wideo do głośnych spektakli „Persona. Marylin” i „Persona. Ciało Simone”, Teatr Dramatyczny w Warszawie), czy rzeźbiarzem Wiktorem Guttem (prace „Diavoli” oraz „Dzikość dziecka”, Galeria Królikarnia Muzeum Narodowego w Warszawie). Przyłuski zajmuje się także filmem eksperymentalnym, found footage i postprodukcją w filmie. Jest autorem montażu kilkunastu filmów dokumentalnych i eksperymentalnych (w tym nominowanego do Europejskiej Nagrody Filmowej za rok 2009 dokumentu „Szklana pułapka” w reż. Pawła Ferdka, czy impresyjnego filmu dokumentalnego dedykowanego twórczości Zofii Rydet, „Kamień i ryba”, 2010, ze zdjęciami Mateusza Skalskiego).